# Gordon Beattie Martin
Pour les articles homonymes, voir Martin (nom de famille).
Gordon Beattie Martin  (né le 10 mars 1932 et mort le 4 octobre 2022 est un commentateur sportif de la CBC Television et un homme politique provincial canadien de la Saskatchewan. Il représente la circonscription de Regina Wascana à titre de député du Parti progressiste-conservateur de la Saskatchewan de 1986 à 1991.

## Biographie
Né à Regina, Martin étudie à l'Université de la Saskatchewan. Il est le neveu de William Melville Martin, premier ministre libéral de la province de 1916 à 1922.
Élu en 1986, il sert dans le cabinet de Grant Devine à titre de ministre de la Famille. Il est défait par la néo-démocrate Doreen Hamilton dans la nouvelle circonscription de Regina Wascana Plains en 1991.
Martin est condamné à rembourser 2 900$ à la suite du scandale pour fraude impliquant les Progressistes-conservateurs.